# 4-Méthylidèneimidazole-5-one
La 4-méthylidèneimidazole-5-one (MIO) est un composé chimique de formule H2(C3N2)(=O)(=CH2) présent également dans le groupe prosthétique H2N–CO–CH2–(O=)(C3N2)(=CH2)–CH(CH3)(N+H3) de certaines enzymes. Ce groupe constitue le cofacteur MIO issu de la condensation autocatalysée de résidus d'acides aminés formant une séquence Ala–Ser–Gly, selon un processus analogue à la formation du chromophore 4-(p-hydroxybenzylidène)imidazolidin-5-one (HBI) de la protéine fluorescente verte (GFP).
Le cofacteur MIO est un électrophile fort, susceptible de retirer du substrat un atome d'hydrogène même assez peu acide. Il catalyse les déplacements intramoléculaires de groupes amine, voire leur clivage comme dans le cas de la phénylalanine ammonia-lyase.
D'autres aminomutases peuvent utiliser des cofacteurs différents, tels que la lysine 2,3-aminomutase (en) qui utilise une S-adénosylméthionine (SAM), un cluster Fe-S et du phosphate de pyridoxal (PLP) ; d'autres aminomutases utilisent la cobalamine et le PLP.